# Верхозин, Анатолий Николаевич
Анато́лий Никола́евич Верхо́зин (13 декабря 1939, Калинин — 11 января 2019, Псков) — советский и российский физик, доктор физико-математических наук, профессор кафедры физики Псковского государственного университета, заслуженный работник высшей школы Российской Федерации, член-корреспондент Международной академии наук высшей школы. Область научных интересов — магнитооптика, физика магнитных явлений, физическая химия, основания квантовой механики. Автор свыше 160 печатных работ — научных и методических статей, пособий для студентов, монографий.

## Биография
Анатолий Верхозин родился 13 декабря 1939 года в Калинине в семье военнослужащего.
В 1946 году пошёл в первый класс семилетней школы № 5, в которой проучился первые четыре года. С 5-го по 8-й класс учился в мужской средней школе № 10. 9—10 классы окончил в другой школе.
В 1956 году Верхозин поступил на физико-математический факультет Шадринского педагогического института.
На третьем курсе перевёлся в Ленинградский политехнический институт им. М. И. Калинина, который в 1963 году с отличием окончил по специальности «Радиофизика и электроника», тема дипломной работы: «Исследование полосковых ферритовых фазовращателей». После выпуска несколько месяцев работал в опытном конструкционном бюро «Импульс», затем принял приглашение на должность ассистента в Рязанский радиотехнический институт на кафедру теоретических основ радиотехники.
В ноябре 1963 года по целевому направлению от Рязанского института Верхозин поступил в аспирантуру физического факультета МГУ им. М. В. Ломоносова, которую окончил в 1967 году. В аспирантские годы занимался магнитооптикой ферромагнетиков на кафедре магнетизма в группе профессора Г. С. Кринчика.
Окончив аспирантуру, Верхозин вернулся в Шадринск, где с 1967 по 1970 год работал заведующим кафедрой физики Шадринского педагогического института.
3 января 1968 года Анатолий Верхозин женился на гражданке ГДР Карин Горонци, с которой познакомился во время учёбы в МГУ. В 1969 году у них родился сын Даниил, в 1971 — дочь Христина.
В 1970 году Верхозин переехал в Псков, где с 1970 по 1972 год работал доцентом Северо-Западного заочного политехнического института. В 1993 году получил звание профессора, а с 1994 по 2015 год занимал должность заведующего кафедрой физики и химии, переименованной в дальнейшем в кафедру общей физики. В 1996—2004 годах Верхозин являлся заместителем директора Псковского политехнического института — филиала Санкт-Петербургского государственного политехнического университета. Успешно проводил научные исследования в области магнитооптики, физики магнитных явлений, физической химии.
В 2008 году окончил докторантуру в МПГУ. Тема кандидатской диссертации — «Исследование доменной структуры ферромагнетиков на магнитооптической установке с микронным разрешением», тема докторской диссертации: «Структурная интерпретация магнитооптических свойств вещества в конденсированном и газообразном состоянии» (физика конденсированного состояния).
С 2015 года являлся профессором кафедры физики ПсковГУ. Был заместителем главного редактора сборника «Трудов Псковского политехнического института».
В последние годы предметом его особого научного интереса были основания квантовой механики, квантовая телепортация, квантовая криптография, квантовая теория сознания.
Умер 11 января 2019 года в Пскове. Похоронен в деревне Старый Изборск (Псковская область).

## Часть научных работ
Статьи
- Существуют ли скрытые параметры? Архивная копия от 27 октября 2020 на Wayback Machine
- Интерпретация квантовой механики Архивная копия от 27 октября 2020 на Wayback Machine
- Квантовая теория сознания пути становления Архивная копия от 27 октября 2020 на Wayback Machine
- Об одной малоизвестной системе обобщения классической термодинамики Архивная копия от 27 октября 2020 на Wayback Machine
- Дифракция фотонов при малой интенсивности света Архивная копия от 27 октября 2020 на Wayback Machine
- Магнитооптика вчера и сегодня (к 170-летию открытия эффекта Фарадея) Архивная копия от 26 октября 2020 на Wayback Machine
- Можно ли считать магнитное поле релятивистским эффектом? Архивная копия от 27 октября 2020 на Wayback Machine

Научные и методические работы
- Глоссарии и пособия для студентов Архивная копия от 26 октября 2020 на Wayback Machine

## Семья
Отец — Николай Михайлович Верхозин, выпускник Военно-воздушной академии им. Н. Е. Жуковского в Москве (годы учёбы 1933—1939), инженер-майор, получил после окончания академии направление на службу в г. Калинин. Участвовал в войне с басмачами на туркестанском фронте в 1921—1925 гг., Советско-финской войне и Великой Отечественной войне. Погиб в 1947 году в автомобильной катастрофе.
Мать — Августа Архиповна Верхозина (урожд. Горожанцева), медицинский работник. Умерла в 1968 году.
Сестры — Августа, Валерия и Виктория.
Жена — Карин.
Сын — Даниил, дочь — Христина.

## Интересные факты
- С молодых лет и до конца жизни был вегетарианцем.
- В 1956 году окончил музыкальную школу по классу баяна. В студенчестве играл в музыкальном квартете.
- Долгие годы состоял в переписке с советским теплофизиком, автором «Термодинамики реальных процессов» А. И. Вейником.
- Увлекался радиолюбительством. Позывной RA1WH.